# Baie de Bohai
Pour les articles homonymes, voir Bohai.
Ne doit pas être confondu avec Golfe de Bohai.
La baie de Bohai, en mandarin simplifié 渤海湾, en mandarin traditionnel 渤海灣, en pinyin Bóhǎi Wān, est une baie située dans le golfe de Bohai en mer Jaune.
La baie baigne les côtes des provinces du Shandong au sud avec le delta du fleuve Jaune, du Hebei au sud-ouest et au nord et de la municipalité de Tianjin au nord-ouest.
On y trouve en particulier le champ pétrolifère de Jidong Nanpu.

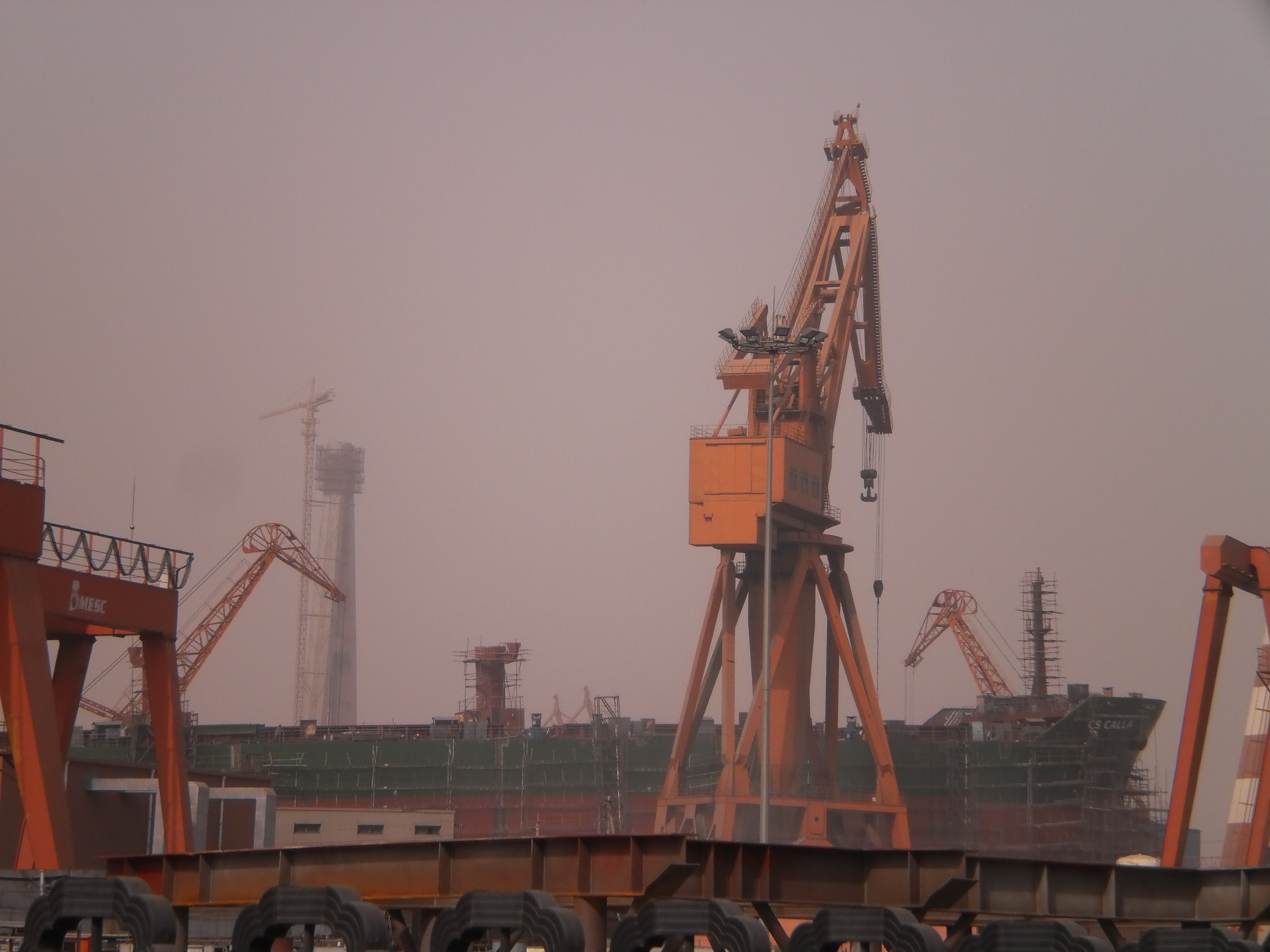
Chantier naval du port de Tianjin.

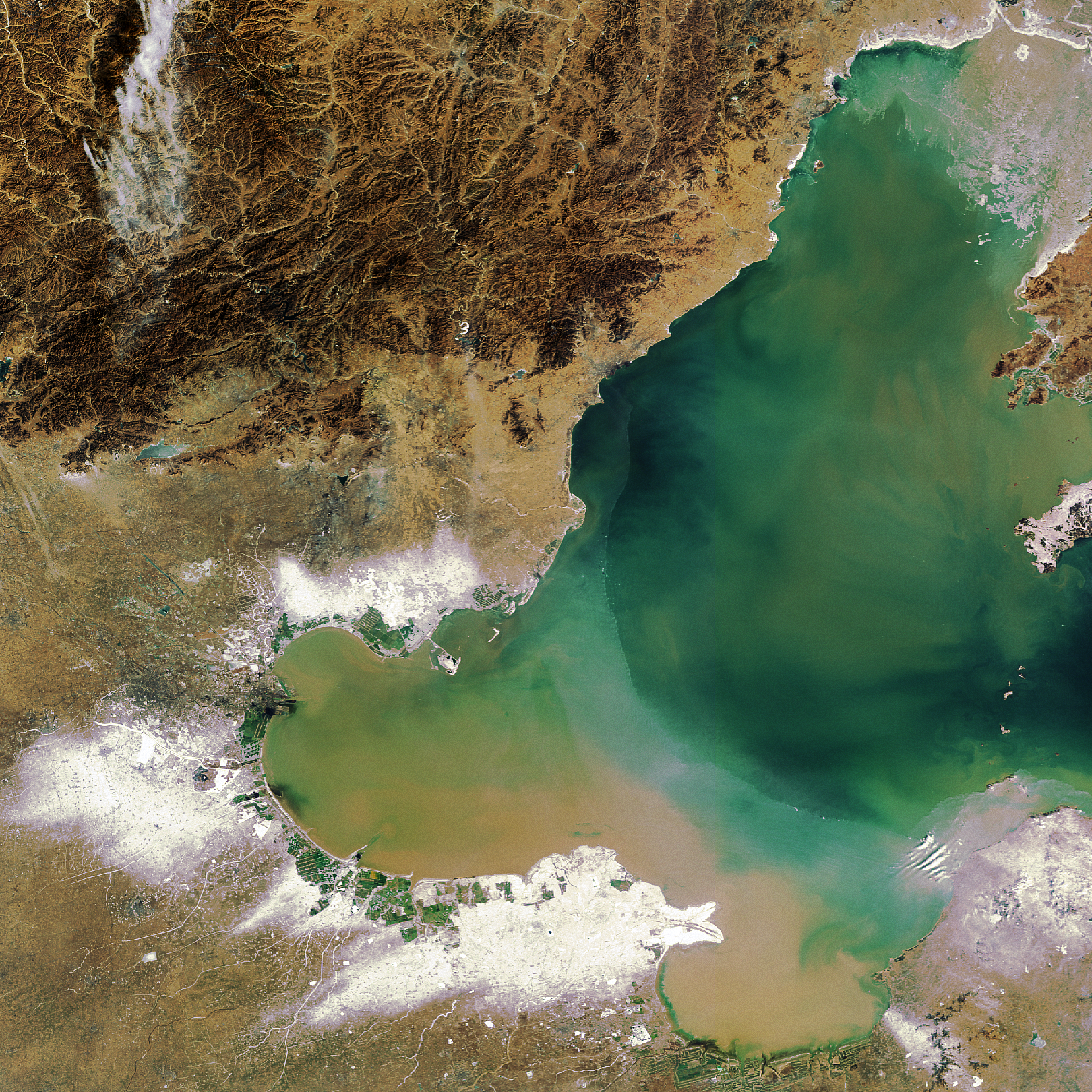
Photo satellite de la baie de Bohai.